# Мировая бейсбольная классика 2006
Мировая бейсбольная классика 2006 (англ. 2006 World Baseball Classic) — первый розыгрыш международного турнира для сборных команд с участием игроков Главной лиги бейсбола. Организаторами турнира были МЛБ и ИБАФ. Игры состоялись с 3 по 20 марта 2006 года на стадионах в Японии, США и Пуэрто-Рико.
В турнире приняло участие шестнадцать команд. Победителем стала сборная Японии, в финале обыгравшая команду Кубы со счётом 10:6. Лучшим игроком турнира был признан питчер японской команды Дайсукэ Мацудзака.

## Формат турнира
На первом этапе соревнований команды-участницы были разбиты на четыре группы по четыре команды. По итогам однокругового турнира по две команды из каждой группы выходили в следующий раунд. На втором этапе восемь команд, разбитых на две группы, провели однокруговой турнир. По две лучших сборных из группы вышли в полуфинал. Финальный этап турнира включал два полуфинала и финал. Всего в ходе турнира было сыграно тридцать девять матчей.

## Участники турнира
Шестнадцать сборных, принявших участие в турнире, были выбраны организаторами как наиболее сильные команды мира. Отборочные соревнования не проводились. Разделение команд на группы проводилось с учётом географического положения и примерного равенства силы групп.
| Группа А         |
| ---------------- |
| Китай            |
| Тайвань          |
| Япония           |
| Республика Корея |

| Группа В |
| -------- |
| Канада   |
| Мексика  |
| ЮАР      |
| США      |

| Группа С    |
| ----------- |
| Куба        |
| Нидерланды  |
| Панама      |
| Пуэрто-Рико |

| Группа D                 |
| ------------------------ |
| Австралия                |
| Доминиканская Республика |
| Италия                   |
| Венесуэла                |

## Города и стадионы
Игры турнира прошли на семи стадионах в семи городах США, Японии и Пуэрто-Рико. Игры финального раунда прошли на стадионе «Петко-парк» в Сан-Диего.
| Город            | Стадион              | Вместимость | Стадии турнира         |
| ---------------- | -------------------- | ----------- | ---------------------- |
| Токио            | Токио Доум           | 45 600      | первый раунд           |
| Финикс           | Чейз-филд            | 49 033      | первый раунд           |
| Скотсдейл        | Скотсдейл Стэдиум    | 12 000      | первый раунд           |
| Сан-Хуан         | Эстадио Хирам Биторн | 18 264      | первый и второй раунды |
| Лейк-Буэна-Виста | Крэкер Джек Стэдиум  | 7 500       | первый раунд           |
| Анахайм          | Энджел Стэдиум       | 45 037      | второй раунд           |
| Сан-Диего        | Петко-парк           | 42 445      | полуфиналы и финал     |

## Составы команды
Предварительные заявки команд включали в себя до шестидесяти игроков и были представлены до 17 января 2006 года. Окончальные составы сборных были объявлены не позднее чем за пять дней до начала игр первого раунда. В заявку команды могло включаться до тридцати игроков, среди которых должно было быть минимум тринадцать питчеров и три кэтчера. В случае травмы замена игрока была возможна до начала турнира.
Чтобы представлять национальную сборную, бейсболист должен был соответствовать одному из условий:
- быть гражданином страны либо иметь право на получение гражданства (в этом случае игрок включался в состав по решению организаторов);
- постоянно проживать в стране или на территории, которую он представляет;
- игрок родился в стране или на территории, которую он представляет;
- один из родителей игрока является гражданином страны, которую он представляет;
- один из родителей игрока родился в стране или на территории, которую он представляет.

## Результаты

### Первый раунд

#### Группа А
| Место | Команда          | В | П | ЛВ | ПР | И | ПР/9 |
| ----- | ---------------- | - | - | -- | -- | - | ---- |
| 1     | Республика Корея | 3 | 0 | —  | —  | — | —    |
| 2     | Япония           | 2 | 1 | —  | —  | — | —    |
| 3     | Тайвань          | 1 | 2 | —  | —  | — | —    |
| 4     | Китай            | 0 | 3 | —  | —  | — | —    |

| Дата    | Стадион    | Команды                    | Счёт     | Победивший питчер   | Проигравший питчер  | Сейв           | Время матча | Зрители | Ссылка |
| ------- | ---------- | -------------------------- | -------- | ------------------- | ------------------- | -------------- | ----------- | ------- | ------ |
| 3 марта | Токио Доум | Республика Корея — Тайвань | 2:0      | Со Чжэ Вон (1-0)    | Линь Энь Юй (0-1)   | Пак Чан Хо (1) | 3:19        | 5 193   | [ 2 ]  |
| 3 марта | Токио Доум | Япония — Китай             | 18:2 (8) | Уэхара (1-0)        | Чжао Цюаньшэн (0-1) | Симидзу (1)    | 3:04        | 15 869  | [ 3 ]  |
| 4 марта | Токио Доум | Китай — Республика Корея   | 1:10     | Сон Минь Хань (1-0) | Чэнь Кунь (0-1)     | —              | 2:52        | 3 925   | [ 4 ]  |
| 4 марта | Токио Доум | Япония — Тайвань           | 14:3 (7) | Мацудзака (1-0)     | Сю Чу Чиэнь (0-1)   | —              | 3:10        | 31 047  | [ 5 ]  |
| 5 марта | Токио Доум | Тайвань — Китай            | 12:3     | Пань Вэй Лунь (1-0) | Ван Нань (0-1)      | —              | 3:31        | 4 577   | [ 6 ]  |
| 5 марта | Токио Доум | Республика Корея — Япония  | 3:2      | Ку Тэ Сон (1-0)     | Исии (0-1)          | Пак Чан Хо (2) | 3:02        | 40 353  | [ 7 ]  |

#### Группа B
| Место | Команда | В | П | ЛВ    | ПР | И    | ПР/9 |
| ----- | ------- | - | - | ----- | -- | ---- | ---- |
| 1     | Мексика | 2 | 1 | 1 — 1 | 3  | 17,0 | 1,59 |
| 2     | США     | 2 | 1 | 1 — 1 | 8  | 18,0 | 4,00 |
| 3     | Канада  | 2 | 1 | 1 — 1 | 15 | 18,0 | 7,50 |
| 4     | ЮАР     | 0 | 3 | —     | —  | —    | —    |

| Дата     | Стадион           | Команды          | Счёт     | Победивший питчер | Проигравший питчер | Сейв      | Время матча | Зрители | Ссылка |
| -------- | ----------------- | ---------------- | -------- | ----------------- | ------------------ | --------- | ----------- | ------- | ------ |
| 7 марта  | Чейз-филд         | Мексика — США    | 0:2      | Тимлин (1-0)      | Лопес (0-1)        | Лидж (1)  | 2:06        | 32 727  | [ 8 ]  |
| 7 марта  | Скотсдейл Стэдиум | Канада — ЮАР     | 11:8     | Рейтсма (1-0)     | Эларио (0-1)       | Крейн (1) | 3:38        | 5 829   | [ 9 ]  |
| 8 марта  | Чейз-филд         | Канада — США     | 8:6      | Лёвен (1-0)       | Уиллис (0-1)       | Грин (1)  | 3:02        | 16 993  | [ 10 ] |
| 8 марта  | Скотсдейл Стэдиум | ЮАР — Мексика    | 4:10     | Кампос (1-0)      | Смит (0-1)         | —         | 3:17        | 7 937   | [ 11 ] |
| 9 марта  | Чейз-филд         | Мексика — Канада | 9:1      | Лоайса (1-0)      | Фрэнсис (0-1)      | —         | 3:00        | 15 744  | [ 12 ] |
| 10 марта | Скотсдейл Стэдиум | США — ЮАР        | 17:0 (5) | Клеменс (1-0)     | Майклс (0-1)       | —         | 1:47        | 11 975  | [ 13 ] |

#### Группа С
| Место | Команда     | В | П | ЛВ | ПР | И | ПР/9 |
| ----- | ----------- | - | - | -- | -- | - | ---- |
| 1     | Пуэрто-Рико | 3 | 0 | —  | —  | — | —    |
| 2     | Куба        | 2 | 1 | —  | —  | — | —    |
| 3     | Нидерланды  | 1 | 2 | —  | —  | — | —    |
| 4     | Панама      | 0 | 3 | —  | —  | — | —    |

| Дата     | Стадион              | Команды                  | Счёт     | Победивший питчер | Проигравший питчер | Сейв        | Время матча | Зрители | Ссылка |
| -------- | -------------------- | ------------------------ | -------- | ----------------- | ------------------ | ----------- | ----------- | ------- | ------ |
| 7 марта  | Эстадио Хирам Биторн | Панама — Пуэрто-Рико     | 1:2      | Сантьяго (1-0)    | Акоста (0-1)       | Кабрера (1) | 2:47        | 19 043  | [ 14 ] |
| 8 марта  | Эстадио Хирам Биторн | Куба — Панама            | 8:6 (11) | Майя (1-0)        | Кортес (0-1)       | Марти (1)   | 4:11        | 6 129   | [ 15 ] |
| 8 марта  | Эстадио Хирам Биторн | Пуэрто-Рико — Нидерланды | 8:3      | Роман (1-0)       | Джурдженс (0-1)    | —           | 3:29        | 15 570  | [ 16 ] |
| 9 марта  | Эстадио Хирам Биторн | Куба — Нидерланды        | 11:2     | Ромеро (1-0)      | Марквелл (0-1)     | Марти (2)   | 3:19        | 7 657   | [ 17 ] |
| 10 марта | Эстадио Хирам Биторн | Нидерланды — Панама      | 10:0 (7) | Мартис (1-0)      | Гомес (0-1)        | —           | 2:18        | 6 337   | [ 18 ] |
| 10 марта | Эстадио Хирам Биторн | Пуэрто-Рико — Куба       | 12:2 (7) | Гонсалес (1-0)    | Боррото (0-1)      | —           | 3:01        | 19 736  | [ 19 ] |

#### Группа D
| Место | Команда                  | В | П | ЛВ | ПР | И | ПР/9 |
| ----- | ------------------------ | - | - | -- | -- | - | ---- |
| 1     | Доминиканская Республика | 3 | 0 | —  | —  | — | —    |
| 2     | Венесуэла                | 2 | 1 | —  | —  | — | —    |
| 3     | Италия                   | 1 | 2 | —  | —  | — | —    |
| 4     | Австралия                | 0 | 3 | —  | —  | — | —    |

| Дата     | Стадион             | Команды                              | Счёт     | Победивший питчер | Проигравший питчер | Сейв         | Время матча | Зрители | Ссылка |
| -------- | ------------------- | ------------------------------------ | -------- | ----------------- | ------------------ | ------------ | ----------- | ------- | ------ |
| 7 марта  | Крэкер Джек Стэдиум | Доминиканская Республика — Венесуэла | 11:5     | Колон (1-0)       | Сантана (0-1)      | —            | 3:16        | 10 645  | [ 20 ] |
| 7 марта  | Крэкер Джек Стэдиум | Австралия — Италия                   | 0:10 (7) | Грилли (1-0)      | Стивенс (0-1)      | —            | 2:16        | 8 099   | [ 21 ] |
| 8 марта  | Крэкер Джек Стэдиум | Италия — Венесуэла                   | 0:6      | Гарсия (1-0)      | Динардо (0-1)      | —            | 2:48        | 10 101  | [ 22 ] |
| 9 марта  | Крэкер Джек Стэдиум | Италия — Доминиканская Республика    | 3:8      | Перес (1-0)       | Фиоре (0-1)        | —            | 2:39        | 9 949   | [ 23 ] |
| 9 марта  | Крэкер Джек Стэдиум | Венесуэла — Австралия                | 2:0      | Эскобар (1-0)     | Брассингтон (0-1)  | Родригес (1) | 2:45        | 10 111  | [ 24 ] |
| 10 марта | Крэкер Джек Стэдиум | Австралия — Доминиканская Республика | 4:6      | Кабрера (1-0)     | Мосс (0-1)         | Марте (1)    | 2:52        | 11 083  | [ 25 ] |

### Второй раунд

#### Группа 1
| Место | Команда          | В | П | ЛВ    | ПР | И    | ПР/9 |
| ----- | ---------------- | - | - | ----- | -- | ---- | ---- |
| 1     | Республика Корея | 3 | 0 | —     | —  | —    | —    |
| 2     | Япония           | 1 | 2 | 1 — 1 | 5  | 17,2 | 2,55 |
| 3     | США              | 1 | 2 | 1 — 1 | 5  | 17,0 | 2,65 |
| 4     | Мексика          | 1 | 2 | 1 — 1 | 7  | 18,0 | 3,50 |

| Дата     | Стадион        | Команды                    | Счёт | Победивший питчер   | Проигравший питчер | Сейв           | Время матча | Зрители | Ссылка |
| -------- | -------------- | -------------------------- | ---- | ------------------- | ------------------ | -------------- | ----------- | ------- | ------ |
| 12 марта | Энджел Стэдиум | Япония — США               | 3:4  | Лидж (1-0)          | Фудзикава (0-1)    | —              | 3:09        | 32 896  | [ 26 ] |
| 12 марта | Энджел Стэдиум | Мексика — Республика Корея | 1:2  | Со Чжэ Вон (2-0)    | Лопес (0-2)        | Пак Чан Хо (3) | 2:57        | 42 979  | [ 27 ] |
| 13 марта | Энджел Стэдиум | США — Республика Корея     | 3:7  | Сон Минь Хань (2-0) | Уиллис (0-2)       | —              | 3:27        | 21 288  | [ 28 ] |
| 14 марта | Энджел Стэдиум | Япония — Мексика           | 6:1  | Мацудзака (2-0)     | Лоайса (1-1)       | —              | 2:36        | 16 591  | [ 29 ] |
| 15 марта | Энджел Стэдиум | Республика Корея — Япония  | 2:1  | Ким Пён Хён (1-0)   | Сугиути (0-1)      | О Сён Хван (1) | 2:44        | 39 679  | [ 30 ] |
| 16 марта | Энджел Стэдиум | США — Мексика              | 1:2  | Гонсалес (1-0)      | Клеменс (1-1)      | Кортес (1)     | 2:50        | 38 284  | [ 31 ] |

#### Группа 2
| Место | Команда                  | В | П | ЛВ    | ПР | И | ПР/9 |
| ----- | ------------------------ | - | - | ----- | -- | - | ---- |
| 1     | Доминиканская Республика | 2 | 1 | 1 — 0 | —  | — | —    |
| 2     | Куба                     | 2 | 1 | 0 — 1 | —  | — | —    |
| 3     | Венесуэла                | 1 | 2 | 1 — 0 | —  | — | —    |
| 4     | Пуэрто-Рико              | 1 | 2 | 0 — 1 | —  | — | —    |

| Дата     | Стадион              | Команды                                | Счёт | Победивший питчер | Проигравший питчер | Сейв       | Время матча | Зрители | Ссылка |
| -------- | -------------------- | -------------------------------------- | ---- | ----------------- | ------------------ | ---------- | ----------- | ------- | ------ |
| 12 марта | Эстадио Хирам Биторн | Куба — Венесуэла                       | 7:2  | Марти (1-0)       | Сантана (0-2)      | Ласо (1)   | 2:56        | 13 697  | [ 32 ] |
| 12 марта | Эстадио Хирам Биторн | Пуэрто-Рико — Доминиканская Республика | 7:1  | Васкес (1-0)      | Марте (0-1)        | —          | 3:01        | 19 692  | [ 33 ] |
| 13 марта | Эстадио Хирам Биторн | Доминиканская Республика — Куба        | 7:3  | Перес (2-0)       | Оделин (0-1)       | Родни (1)  | 3:48        | 6 594   | [ 34 ] |
| 13 марта | Эстадио Хирам Биторн | Венесуэла — Пуэрто-Рико                | 6:0  | Самбрано (1-0)    | Пиньейро (0-1)     | —          | 3:09        | 19 400  | [ 35 ] |
| 14 марта | Эстадио Хирам Биторн | Венесуэла — Доминиканская Республика   | 1:2  | Батиста (1-0)     | Эскобар (1-1)      | Санчес (1) | 3:02        | 13 007  | [ 36 ] |
| 15 марта | Эстадио Хирам Биторн | Куба — Пуэрто-Рико                     | 4:3  | Ромеро (2-0)      | Гонсалес (1-1)     | Оделин (1) | 3:56        | 19 773  | [ 37 ] |

### Финальный этап
|  | Полуфиналы               | Полуфиналы               | Полуфиналы               | Полуфиналы               | Полуфиналы               | Полуфиналы               | Полуфиналы               | Полуфиналы               | Полуфиналы               | Полуфиналы |      |      | Финал  | Финал  | Финал  | Финал  | Финал  | Финал  | Финал  | Финал  | Финал  | Финал |
|  |                          |                          |                          |                          |                          |                          |                          |                          |                          |            |      |      |        |        |        |        |        |        |        |        |        |       |
|  | Куба                     | Куба                     | Куба                     | Куба                     | Куба                     | Куба                     | Куба                     | Куба                     | Куба                     | 3          |      |      |        |        |        |        |        |        |        |        |        |       |
|  | Куба                     | Куба                     | Куба                     | Куба                     | Куба                     | Куба                     | Куба                     | Куба                     | Куба                     | 3          |      |      |        |        |        |        |        |        |        |        |        |       |
|  | Доминиканская Республика | Доминиканская Республика | Доминиканская Республика | Доминиканская Республика | Доминиканская Республика | Доминиканская Республика | Доминиканская Республика | Доминиканская Республика | Доминиканская Республика | 1          |      |      |        |        |        |        |        |        |        |        |        |       |
|  |                          |                          |                          |                          |                          |                          |                          |                          |                          |            | Куба | Куба | Куба   | Куба   | Куба   | Куба   | Куба   | Куба   | Куба   | 6      |        |       |
|  |                          |                          |                          |                          |                          |                          |                          |                          |                          |            | Куба | Куба | Куба   | Куба   | Куба   | Куба   | Куба   | Куба   | Куба   | 6      |        |       |
|  |                          |                          |                          |                          |                          |                          |                          |                          |                          |            |      |      | Япония | Япония | Япония | Япония | Япония | Япония | Япония | Япония | Япония | 10    |
|  | Япония                   | Япония                   | Япония                   | Япония                   | Япония                   | Япония                   | Япония                   | Япония                   | Япония                   | 6          |      |      | Япония | Япония | Япония | Япония | Япония | Япония | Япония | Япония | Япония | 10    |
|  | Япония                   | Япония                   | Япония                   | Япония                   | Япония                   | Япония                   | Япония                   | Япония                   | Япония                   | 6          |      |      |        |        |        |        |        |        |        |        |        |       |
|  | Республика Корея         | Республика Корея         | Республика Корея         | Республика Корея         | Республика Корея         | Республика Корея         | Республика Корея         | Республика Корея         | Республика Корея         | 0          |      |      |        |        |        |        |        |        |        |        |        |       |
|  | Республика Корея         | Республика Корея         | Республика Корея         | Республика Корея         | Республика Корея         | Республика Корея         | Республика Корея         | Республика Корея         | Республика Корея         | 0          |      |      |        |        |        |        |        |        |        |        |        |       |
|  |                          |                          |                          |                          |                          |                          |                          |                          |                          |            |      |      |        |        |        |        |        |        |        |        |        |       |

#### Полуфиналы
| Дата     | Стадион    | Команды                         | Счёт | Победивший питчер | Проигравший питчер | Сейв | Время матча | Зрители | Ссылка |
| -------- | ---------- | ------------------------------- | ---- | ----------------- | ------------------ | ---- | ----------- | ------- | ------ |
| 18 марта | Петко-парк | Куба — Доминиканская Республика | 3:1  | Ласо (1-0)        | Перес (0-1)        | —    | 3:42        | 41 268  | [ 38 ] |
| 18 марта | Петко-парк | Япония — Республика Корея       | 6:0  | Уэхара (1-0)      | Чжун Пён Ду (0-1)  | —    | 2:40        | 42 639  | [ 39 ] |

#### Финал
| Дата     | Стадион    | Команды       | Счёт | Победивший питчер | Проигравший питчер | Сейв      | Время матча | Зрители | Ссылка |
| -------- | ---------- | ------------- | ---- | ----------------- | ------------------ | --------- | ----------- | ------- | ------ |
| 18 марта | Петко-парк | Япония — Куба | 10:6 | Мацудзака (1-0)   | Ромеро (0-1)       | Оцука (1) | 3:40        | 42 696  | [ 40 ] |

## Сборная звёзд турнира
Самым ценным игроком турнира был признан питчер сборной Японии Дайсукэ Мацудзака. В сборную звёзд были включены следующие игроки:
| Позиция | Игрок             |
| ------- | ----------------- |
| C       | Томоя Сатодзаки   |
| 1B      | Ли Сын Ёп         |
| 2B      | Юлески Гурриел    |
| 3B      | Адриан Белтре     |
| SS      | Дерек Джитер      |
| OF      | Кен Гриффи-мл.    |
| OF      | Ли Чен Бом        |
| OF      | Итиро Судзуки     |
| DH      | Йоанди Гарлобо    |
| P       | Ядель Марти       |
| P       | Дайсукэ Мацудзака |
| P       | Пак Чан Хо        |